# Соса, Себастьян
Ка́рлос Себастья́н Со́са Си́льва (исп. Carlos Sebastián Sosa Silva; род. 19 августа 1986; Монтевидео, Уругвай) — уругвайский футболист, вратарь аргентинского клуба «Индепендьенте» и сборной Уругвая.

## Клубная карьера
Себастьян является выпускником молодёжной академии «Пеньяроля», но один год он провёл в аренде в другой команде из первого дивизиона — «Сентраль Эспаньоле».
В сезоне 2009/2010 стал чемпионом Уругвая, сыграв все матчи за свою команду, а также был признан лучшим игроком в последнем матче сезона, закончившемся победой «Пеньяроля» со счётом 1-0. В следующем году он был игроком стартового состава в Южноамериканском кубке, и в Кубке Либертадорес 2011, где он вышел вместе с командой в финал турнира.
В августе 2011 года Себастьян перешёл в аргентинский клуб «Бока Хуниорс» и стал вторым вратарём команды после Агустина Ориона. Там он стал победителем Апертуры 2011 и дебютировал в команде в матче Кубка Аргентины против «Сентраль Кордовы». Себастьян второй год подряд вышел в финал Кубка Либертадорес, где в ответном матче он заменил Агустина Ориона после травмы на 33-й минуте.
Отвергнув предложение «Боки» продлить остаться в клубе ещё на один год, зимой 2012 года вратарь перешёл в другой аргентинский клуб — «Велес Сарсфилд», где ему предложили трёхлетний контракт.
В 2015 году перешёл в мексиканскую «Пачуку». Дебютировал за новую команду в Кубке Мексики 20 августа того же года.
Себастьян выступал за сборную Уругвая до 17 лет на юношеском чемпионате Южной Америки, который прошёл в 2003 году в Боливии, где занял четвёртое место.

## Достижения
«Пеньяроль»
- Чемпион Уругвая: 2009/10

«Бока Хуниорс»
- Чемпион Аргентины (2): Апертура 2011, Инисиаль 2012
- Обладатель Кубка Аргентины: 2011/12

«Велес Сарсфилд»
- Обладатель Суперкубка Аргентины: 2013